# Брестский областной краеведческий музей
Брестский областной краеведческий музей (бел. Брэсцкі абласны краязнаўчы музей) — краеведческий музей в Бресте.
Первоначально основан в 1945 году. Открыт для посетителей с 22 июля 1957 года. 16 апреля 2001 года зарегистрирован как учреждение культуры с современным названием.
Основной фонд музея и его филиалов на 2013 год насчитывает 166 123 единиц хранения, научно-вспомогательный — 56 907 единиц. Музейное собрание насчитывает более 20 коллекций. Общая экспозиционная площадь 510 м², выставочная — 248,8 м².
Музей имеет четыре филиала: археологический музей «Берестье», музей «Спасённые художественные ценности», художественный музей, Каменецкая башня.
Ежегодно музей посещает около 190 000 человек, проводится более 3500 экскурсий, свыше 400 культурно-образовательных мероприятий, экспонируется более 60 выставок.

## История
Решение о создании Брестского областного краеведческого музея впервые было принято в 1940 году.
Весной 1941 года состоялось формальное открытие, но в Великую Отечественную войну во время немецкой оккупации все его экспонаты были уничтожены.
27 марта 1945 года Исполком Брестского областного Совета депутатов трудящихся принял решение о создании областного исторического музея. 11 июня 1945 года Совет Народных Комиссаров БССР поддержал эту инициативу постановлением «О восстановлении областных историко-краеведческих музеев в городах Гомеле, Бобруйске, Пинске и Бресте». 30 августа 1945 года Брестский областной комитет Коммунистической партии Беларуси постановил начать сбор и изучение материалов о Великой Отечественной войне на территории области.
14 сентября 1948 года Брестский горисполком решил передать под музей здание Крестовоздвиженского храма (построено в 1856 году).
Первая постоянная экспозиция музея для посетителей начала действовать с 22 июня 1957 года.
В 1960 году в Каменецкой башне — памятнике оборонительного зодчества конца XIII века — открыт первый филиал музея.
В 1963 — 1964 годах проводился капитальный ремонт здания музея. В это время шла работа над созданием новой постоянной экспозиции, которая была открыта в 1965 году.
С 1990 года размещается в возведённом в начале XX века на улице Карла Маркса здании, построенном для местного купца Арона Фогеля.

## Филиалы
- Археологический музей «Берестье»
- Музей «Спасённые художественные ценности»
- Художественный музей
- Каменецкая башня

## Руководство
Музеем руководили:

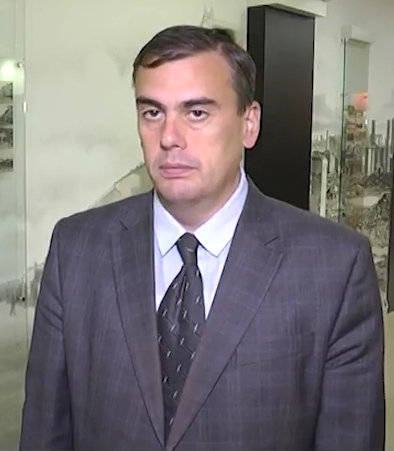
Директор музея Алексей Митюков

- Нина Филипповна Павловская (1950—1955).
- Иван Викентьевич Бируля (1955—1961).
- Наталья Митрофановна Калашникова (1961—1964).
- Мира Марковна Слепакова (1964—1971).
- Тамара Адамовна Слесарук (1972—1987).
- Таисия Николаевна Новикова (1987—2009).

С 2010 года музей возглавляет Алексей Владимирович Митюков.

## Награды
- Грамота «За сохранение белорусского наследия и развития историко-культурного туризма» XXI Республиканского туристического конкурса «Познай Беларусь» в номинации «Музей года» — подноминация «Республиканские/областные (включая минские городские) музеи» (15 декабря 2023 года)[1].